# Barbara Englert
Barbara Englert (* 1958 in Frankfurt am Main) ist eine deutsche Regisseurin und Schauspielerin.

## Leben
Nach einem Studium an der Hochschule für Musik und Darstellende Kunst Stuttgart spielte sie an den Stadt- und Staatstheatern Freiburg, Essen und Stuttgart. 1993 kehrte sie in ihre Geburtsstadt Frankfurt am Main zurück und spielte zunächst in wechselnden, freien Gruppen, bis sie ihre erste eigene Gruppe Primadonna/Schwerer Held mit eigenem Spielort in der Brotfabrik Frankfurt gründete.
Ihre Schwerpunkte liegen auf der Darstellung von großen Frauengestalten aus Geschichte und Gegenwart, wie u. a. Schillers Die Jungfrau von Orleans oder der Petra Kelly in dem Stück Primadonna/Schwerer Held von Wolfgang Spielvogel. Beim Festival Politik im Freien Theater 1996 wurde sie hierfür mit dem ersten Preis ausgezeichnet und war im Jahr darauf Mitglied der Jury. Als Regisseurin erarbeitete sie mit Jugendlichen Theaterstücke, so das eigens geschriebene Ich und mein Onkel von Wolfgang Spielvogel, mit Türken und Kurden über die persönliche Geschichte der Mitwirkenden, und Don Karlos von Friedrich Schiller mit Hauptschülern. Jedes Projekt ist inszenatorisch geprägt von ihrem gesellschaftspolitischen Blick auf Zeiterscheinungen mit besonderem Akzent auf der Rolle der Frauen. In ihren zum Teil szenischen Lesungen stellt sie klassische und zeitgenössische Texte vor. Seit 2004 leitet sie das theater be, unter dessen Markenzeichen sie spartenübergreifende Projekte mit Videokünstlerinnen, Tänzerinnen und Musikern realisierte. Ihre Inszenierungen umfassen ebenso Raum-, Licht- und Soundinstallationen. Nachdem sie den Bühnenraum in verschiedenen Projekten mit Partnern anderer Kunstrichtungen erweitert hatte, plante sie neue Projekte, die den Bühnenraum verlassen und den öffentlichen Raum zur Bühne machen. Mit ihrem Bruder, dem Fotokünstler Alexander Paul Englert und der Autorin Jutta Kaußen arbeitete sie an dem Fotokunstprojekt MOMENTUM. Dichter in Szenen, das bildkünstlerisch die Positionen von deutschsprachigen Autoren untersuchte.
Barbara Englert ist mit der politischen Kabarettistin Hilde Wackerhagen verheiratet.

## Theaterprojekte
- 1995 Primadonna/Schwerer Held, von Wolfgang Spielvogel, Brotfabrik Frankfurt.
- 2001 Die Jungfrau von Orléans, von Friedrich Schiller, Brotfabrik Frankfurt.
- 2002 Ich und mein Onkel, von Wolfgang Spielvogel, Brotfabrik Frankfurt.
- 2004 Iphigenie auf Tauris, von Johann Wolfgang Goethe, Gallus Theater, Frankfurt.
- 2007 Unter dem Pflaster liegt der Strand, von Anna Stein, Künstlerhaus Mousonturm, Frankfurt.
- 2008 Kassandra, nach Christa Wolf, Künstlerhaus Mousonturm, Frankfurt.
- 2009 Don Karlos, von Friedrich Schiller, mit Hauptschülern, Orangerie im Günthersburgpark, Frankfurt.
- 2009 So nah mit ihr, Tanztheater. Texte Bettine von Arnim, zusammengestellt von Jutta Kaußen, Gallus Theater, Frankfurt.
- 2010 Allein mit der Leiche, von Lauren B. Jones mit Jutta Kaußen und Jonas Englert. Frankfurter Autoren Theater.[4]
- 2011 Mauerschau, von Clemens J. Setz. Deutsche Erstaufführung. Im leerstehenden Dachcafé in der Zeilgalerie Frankfurt und im Orange Peel[5]
- 2013 Das LENZ-Projekt. Nach der Erzählung von Georg Büchner. Ein cross-mediales Projekt mit Jugendlichen. Jugend-kultur-kirche sankt peter – Peterskirche, Frankfurt am Main.
- 2014 Neuinszenierung der Tanztheater Produktion So nah mit Ihr. Bettina Brentano und Karoline von Günderrode, Volksbühne Frankfurt Im Cantate Saal, Großer Hirschgraben.
- 2015 Der Große Krieg und die Frauen 1914-1918.  Eine Theaterinstallation von Barbara Englert und Pola Sell

## Szenische Lesungen
- 2005 Friedrich Schiller, Ich bin ein Mann, wer ist es mehr?, von Jutta Kaußen, Gallus Theater, Frankfurt.
- 2006 William Shakespeare, O! Und ich verliebt. Seht doch!, von Jutta Kaußen, Gallus Theater, Frankfurt
- 2011 Lily Brett, Keine einfache Sache, Haus am Dom, Frankfurt[6]
- 2011 Lily Brett, Der Humor hat mich gerettet, Haus am Dom, Frankfurt[7]
- 2012 Lily Brett, Klops braucht der Mensch, Haus am Dom, Frankfurt[8]
- 2012 Frankfurt liest ein Buch: Silvia Tennenbaum: Straßen von gestern (Schöffling & Co.)
- 2024 Barbara Englert und Michael Quast lesen aus Israel. Eine Korrespondenz. Literaturhaus Frankfurt am Main.

## Künstlerische Mitarbeit
- 2011 Ausstellung MOMENTUM. Dichter in Szenen, Goethe-Haus, Frankfurt und 2012 Literaturhaus Wien.